# 群馬県道178号中島新町線
群馬県道178号中島新町線（ぐんまけんどう178ごう なかじましんまちせん）は、群馬県藤岡市中島から高崎市新町に至る一般県道である。

## 概要
- 起点：藤岡市中島（中島漆の内交差点、群馬県道13号前橋長瀞線交点）
- 終点：高崎市新町（新町郵便局前交差点、群馬県道40号藤岡大胡線・群馬県道131号児玉新町線交点）

## 歴史
かつて、藤岡市中島（起点：中島〈漆の内〉交差点） - 高崎市新町（終点：新町郵便局前交差点）の約3.5 km全線区間は、一級国道17号線（国道17号）に指定されていた区間である。
- 1967年（昭和42年）：路線認定。
- 1983年（昭和58年）1月17日：群馬県より県道路線認定に関する告示（昭和42年群馬県告示第391号）の一部が改正され、整理番号308となる[2]。

## 地理

### 通過する自治体
- 群馬県
  - 藤岡市 - 高崎市

### 交差する道路
- 群馬県道13号前橋長瀞線 - 藤岡市中島（中島漆の内交差点、起点）
- 群馬県道179号新町停車場線 - 高崎市新町（新町駅入口交差点）
- 群馬県道40号藤岡大胡線・群馬県道131号児玉新町線 - 高崎市新町（新町郵便局前交差点、終点）